# Grande-Bretagne aux Jeux olympiques d'hiver de 1998
Le Royaume-Uni participe sous le nom de Grande-Bretagne aux Jeux olympiques d'hiver de 1998, organisés à Nagano au Japon. C'est sa dix-huitième participation aux Jeux olympiques d'hiver après sa présence à toutes les éditions précédentes. La délégation britannique, formée de 34 athlètes (27 hommes et 7 femmes), obtient une médaille de bronze et se classe au vingt-deuxième rang du tableau des médailles.

## Médaillés
| Médaille                            | Nom                                                 | Discipline | Épreuve      |
| ----------------------------------- | --------------------------------------------------- | ---------- | ------------ |
| Médaille de bronze, Jeux olympiques | Sean Olsson Dean Ward Courtney Rumbolt Paul Attwood | Bobsleigh  | Bob à quatre |